# 細川興貫
細川 興貫（ほそかわ おきつら）は、江戸時代末期の大名、明治時代の華族、政治家。位階爵位は正三位子爵。常陸国谷田部藩9代(最後の)藩主、初代藩知事、貴族院の子爵議員などを歴任。

## 生涯
天保3年（1832年）12月、常陸谷田部藩8代藩主・細川興建の長男として誕生した。嘉永5年（1852年）9月6日、父の隠居により家督を継ぎ、従五位下・玄蕃頭に叙位・任官する。藩政では凶作が続いて百姓一揆も頻繁に起こり、藩財政も苦しかったといわれる。
慶応4年（1868年）3月、家臣119名を率いて上京し、京都警護を務めて新政府に恭順の意を示した。明治2年（1869年）6月22日に版籍奉還で谷田部藩知事となる。明治3年（1870年）12月、藩庁を茂木に移して、明治4年（1871年）2月8日に茂木藩と改名し、茂木藩知事に任じられた。直後の7月14日、廃藩置県により知藩事を免職された。
版籍奉還の際に定められた家禄は、現米で385石。
明治9年（1876年）の金禄公債証書発行条例に基づき、家禄と引き換えに支給された金禄公債の額は、1万4203円67銭3厘（華族受給者中289位）。
明治17年（1884年）7月7日の華族令施行によって華族が五爵制になると翌8日に旧小藩知事として興貫が子爵に叙された。
明治23年（1890年）7月10日、貴族院議員に選ばれて、明治37年（1904年）7月10日まで2期務めた。明治40年（1907年）9月11日、東京府浅草の今戸で死去した。享年76。墓所は東京都練馬区桜台の広徳寺。戒名は興信院殿正三位勲四等子爵貫忠宗徹大居士。

## 系譜
- 父：細川興建（1798-1858）
- 母：鐸（1810-？） - 細川興徳の養女、細川興祥の娘
- 妻：細川行芬の娘(？-1895)
  - 長男：細川興嗣（1855-1927）
  - 長女：理子（1857-1901） - 大岡忠明正室
  - 二女：鎮子（1858-？） - 松井将之室
  - 二男：堀親篤（1863-1928） - 堀親義の養子
  - 三男：亀井玆迪（1871-？）
  - 四男：細川健麿（1875-1904）- 廣田伊兵衛の養子